# Niederländische Heraldik
Die niederländische Heraldik zeigt die sehr wechselvolle Geschichte der Niederlande. Die Heraldik hatte nie ein Eigenleben, sondern stand unter dem Einfluss des deutschen, burgundischen, spanischen und auch französischen (napoleonischen) Wappenwesens.
Die Zeit von 1581 bis 1795 war geprägt durch die freie Annahme von Wappen. Das Bürgertum machte davon regen Gebrauch. Der Staat ließ es gewähren. Markant ist in dieser Heraldik, dass Wappenhelm und Krone keine Rangordnung begründeten. Hier waren diese Dinge nur rein ornamentalen Schmuck. Gewählt wurde oft die Blätterkrone. In bürgerlichen Wappen wurden die Schildhalter gerne verwendet. Eine Besonderheit stellen die Eckfiguren im Wappen der Kommunen dar. Hier wird der Bezug zu ehemaligen Lehnsherren dokumentiert, denn die Zugehörigkeit zum Römisch-Deutschen Reich wird hier deutlich. Als Symbol der Gerechtigkeit  sind die kleinen Andreaskreuze, die flanchis, in vielen Wappen zu finden. Beispiel ist das Wappen von Amsterdam, in dem drei kleine Kreuze pfahlweise stehen.